# Château de Flamanville
Le château de Flamanville est une demeure de plaisance, du XVIIe siècle, qui se dresse, dans le Cotentin, sur le territoire de la commune française de Flamanville, dans le département de la Manche, en région Normandie. L'édifice est inscrit au titre des monuments historiques.

## Localisation
Le château est situé, sur un plateau, à 500 mètres au sud-sud-ouest de l'église Saint-Germain, sur la commune de Flamanville, dans le département français de la Manche.

## Historique
Le domaine seigneurial de Flamanville, qui a précédé l'établissement d'un premier manoir en ce lieu, faisait partie des domaines appartenant en propre aux premiers souverains normands. Sa première mention Flamenovilla apparaît dans une charte datée de l'an 1008, comme l'une des cent une propriétés territoriales que le duc de Normandie, Richard II, surnommé le Bon, attribut en douaire à Judith de Bretagne, son épouse.
C'est au début du XIIIe siècle, que dans les textes apparaît une distinction entre un fief d'amont (sur la hauteur ; c'est le château actuel) et un fief d'aval (sur les pentes tournées vers la vallée de la Diélette). Vers 1213, le fief d'amont avait pour seigneur un certain Lohoud de Flamanville. Un Néel Lohoud de Flamanville, chevalier, donne en 1221 dix sous de monnaies courantes dans sa terre de Nacqueville, à l'infirmerie de l'abbaye de Sainte-Marie-du-Vœu,. Pendant la seconde moitié du XIVe siècle, le fief d'amont est la possession de la famille de Venoix d'Amfreville, avec pour filiation assurée Simon de Venoix, qui avait obtenu un fief situé à Venoix (Caen), de Jean le Bon prit sur un partisan de Charles le Mauvais, et qui probablement pour la même raison reçut le quart de fief de Haubert de Flamanville, possession du seigneur de Saint-Sauveur-le-Vicomte, et qui fut rattaché, à la suite de la forfaiture de son seigneur, Geoffroy d'Harcourt, en 1354, à la couronne de France. Ce Simon de Venoix eut pour fils Robert de Venoix, écuyer, seigneur de La Lizerne, Flamanville, qui mourut avant le 12 septembre 1402, laissant Robert de Venoix, second du nom, écuyer, seigneur de Flamanville et de Grouchet. En 1403, Olivier de Venoix et son neveu, Robin de Venoix, vendaient le fief à l'abbaye de Blanchelande « auquel fief il y a manoir et colombier à pied, trente acres de terre en labourage et pâturage et trois sièges de moulins (environ 24 hectares). », contre la somme de 1 200 livres tournois. Thomas des Isles, son abbé, par contrat, revendait le fief d'amont le 7 mars 1406, au prix de 1 200 écus d'or, triplant leur mise, à Colin II Basan, famille dans laquelle, réuni au fief d'aval, il resterait durant plus de quatre siècles.
La baronnie érigée sous Henri IV en faveur de Guillaume Basan, est élevée en mars 1654, en marquisat par lettres patentes de Louis XIV, pour service rendus et faits de guerre en faveur de Hervieu Hervé Basan de Flamanville (1598-1666),, grand bailli de Cotentin depuis 1643.
Ce dernier reconstruit le château, entre 1655 et 1658,, en remployant deux tours et des pans de murs d'une ancienne maison forte. Le château est inauguré en 1658 lors d'une splendide fête. L'évêque Jean-Hervé Bazan de Flamanville y naîtra en 1660.
C'est Monique Le Conte de Nonant, la fille du marquis de Flamanville, Jean-Joseph Le Conte de Nonant (1754-1820), épouse de François de Bruc, qui hérite du château.
En 1828, Claude Louis Gabriel Donatien de Sesmaisons implante sur le domaine une exploitation agricole de 120 hectares, et expérimente, comme le comte Du Moncel à Martinvast ou le comte de Kergolay à Canisy, de nouvelles méthodes de culture et d'élevage. Son fils, le marquis, Marie-Charles-Donatien de Sesmaisons (1805-1867), époux de Louise de Choiseul, habite par la suite au château de Flamanville. En 1888, la famille de Sesmaisons, le vend à Charles Milcent, frère de Louis Milcent, qui le transmet ensuite à son gendre André Rostand (1878-1965).
En 1986, le château, après avoir été la possession d'EDF, suivit d'une période d'abandon, est acquis par la commune de Flamanville.

### Le fief d'Aval
Le fief d'aval était un quart de fief de haubert, tenu du roi sous sa châtellenie et vicomté de Valognes. Il fut appelé le fief de Mary, du nom d'une famille noble, à l'époque du rattachement de la Normandie à la couronne de France. En 1395, Jean de Garsalle, « escuyer, rend aveu au roi Charles VI pour un membre de fief en la paroisse de Flamanville, comprenant manoir, jardins, colombier, bois et prés, et des extensions dans la paroisse de Beneyville (Benoistville), le tout valant viron huit livres tournois de rente et devant, pour ce, vingt et un sols chacun au dit roi. ». En 1403, Robert Basan en rend aveu au même roi.
Le fief est probablement possédé dès la fin de la guerre de Cent Ans par le propriétaire du fief d'amont, qui aurait hérité des biens de cet acquéreur de 1403, décédé probablement sans héritiers direct. En 1485, un Jean Basan en rend aveu, puis l'un de ses fils, Pierre Basan, prêtre, en 1540. L'emplacement du manoir d'aval reste à découvrir.

## Description
Le château, ensemble complexe de bâtiments, en granit gris de Flamanville, coiffé de hauts toits d'ardoise, se présente sous la forme d'un corps de logis principal d'un étage sur un haut rez-de-chaussée, flanqué de deux gros pavillons à double ressaut bâti au fond de la cour d'honneur strictement rectangulaire, et qui a réemployé en façade arrière une tour ronde construite en appareil irrégulier de l'édifice primitif du XVe siècle, ainsi que des pans de murs de l'ancienne maison forte. L'autre tour en granit taillé a été rapportée au XVIIIe siècle.
Deux galeries parallèle plus basses joignent les pavillons en retour, flanqués de tourelles coiffées en poivrière, disposés de part et d'autre de l'accès à la cour d'honneur, laquelle est précédée d'une douve que l'on franchit sur un pont dormant.
La façade principale est surplombée par un fronton curviligne, qui coupe les combles à forte pente, avec le blason de la famille de Sesmaisons, propriétaires du château à partir de 1820, avec au-dessus un petit campanile.
Dans la cour du manoir médiéval on peut encore voir un escalier qui permettait aux cavaliers de monter plus facilement à cheval.
La chapelle a été consacrée en 1659.
La basse-cour de plan trapézoïdale est ceinte par les bâtiments de service et de logement pour le personnel. Au nord, elle longe le bord du vallon, qui a été aménagé en étang par une levée de terre.

## Le parc
Le parc du château, d'une vingtaine d'hectares, aménagé vers 1826, comptant plusieurs pièces d'eau, abrite le jardin des dahlias, constitué de :
- la collection de la commune, qui regroupe 100 variétés de dahlias, dont certains proviennent du parc de la Tête-d'Or situé à Lyon ;
- depuis 2006, à la place de l'ancien potager du château, la collection du jardin conservatoire qui regroupe des dahlias issus des jardins de différents membres de la Société française du dahlia. Ce jardin comptait, lors de sa création, 438 variétés différentes de dahlias, d'origine française, belge, allemande, néerlandaise, américaine, etc. afin de les sauver de la disparition. Il comptait en 2018, 3 000 plantes issues de 800 variétés, qui en ferait la plus grande collection officielle de France[12].

À noter, à l'extrémité du parc, celle qui touche au village, le grand pavillon, en forme de tour, du XVIIIe siècle, construit, en 1778, par le marquis de Flamanville, Le Conte de Nonant, appelé « Tour Jean-Jacques », en rappel à une invitation faite à Jean-Jacques Rousseau à terminer sa vie paisiblement au château, dans lequel il ne viendra finalement pas.

## Protection
Le château est inscrit au titre des monuments historiques par arrêté du 6 janvier 1930.

## Visite
Seul le parc est ouvert au public toute l'année gratuitement, septembre étant la période où l'on peut profiter du conservatoire du dahlia. Des expositions ou des animations sont organisées régulièrement permettant de pénétrer à l'intérieur du château et d'en observer quelques détails.

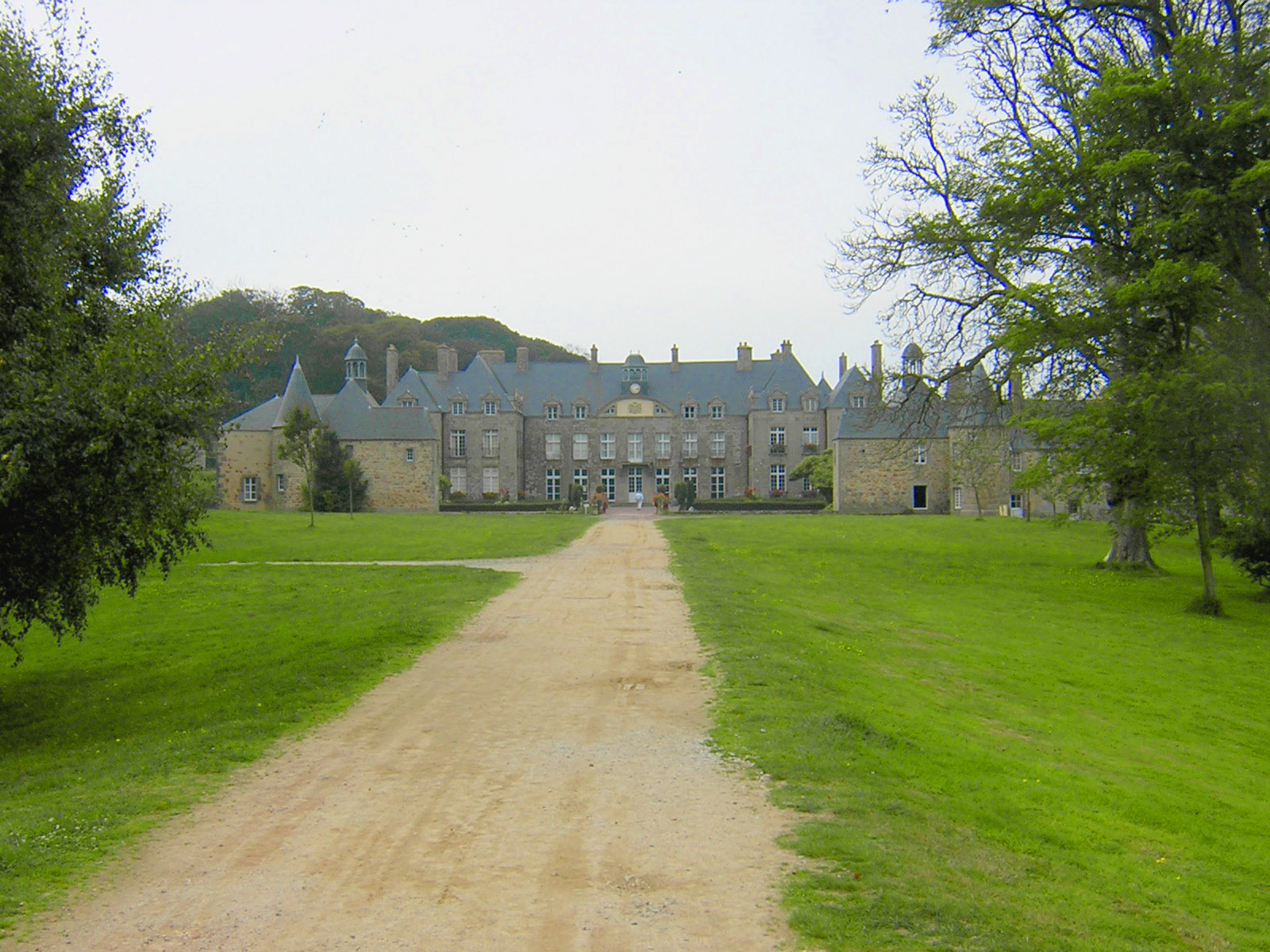
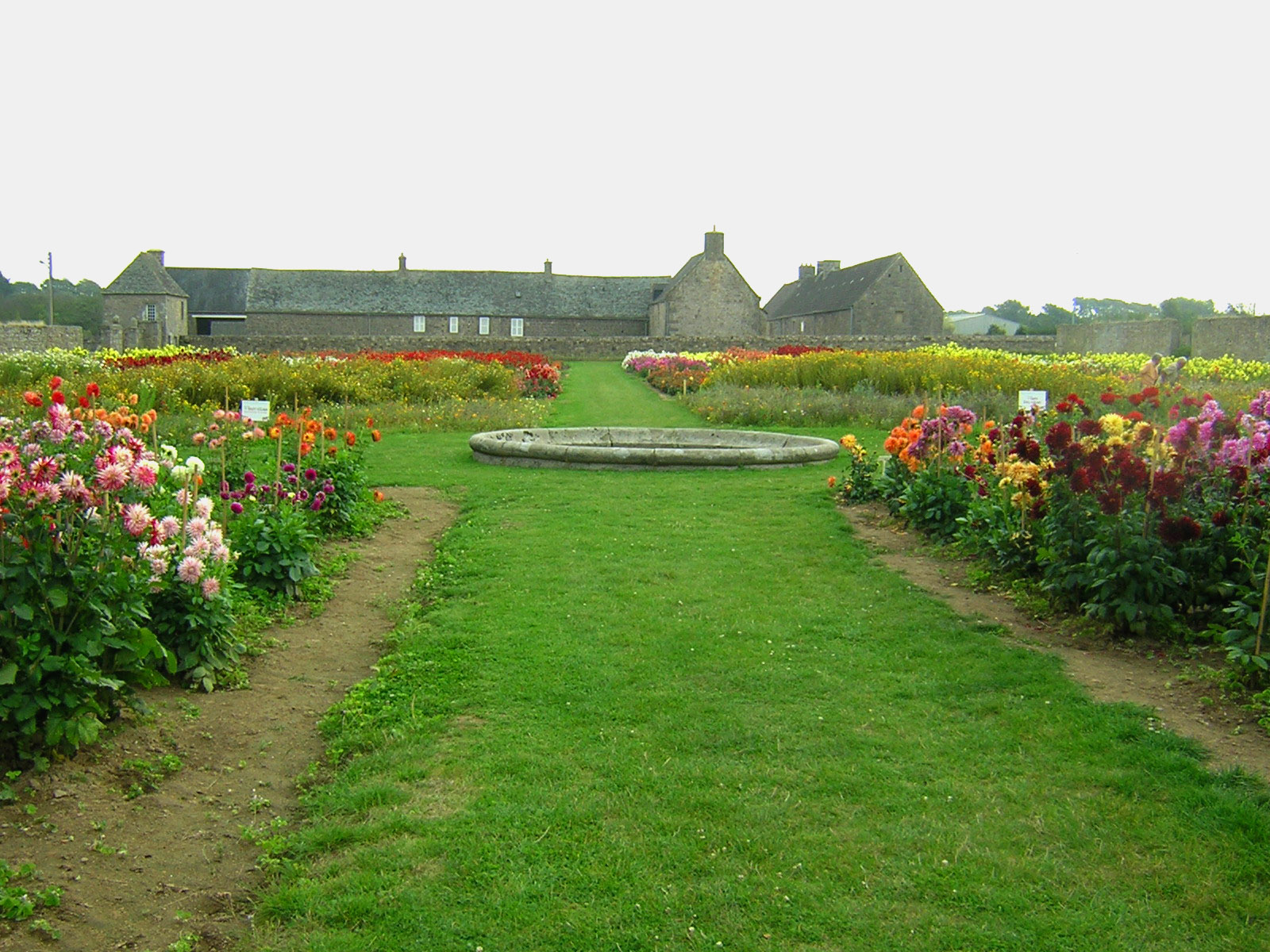
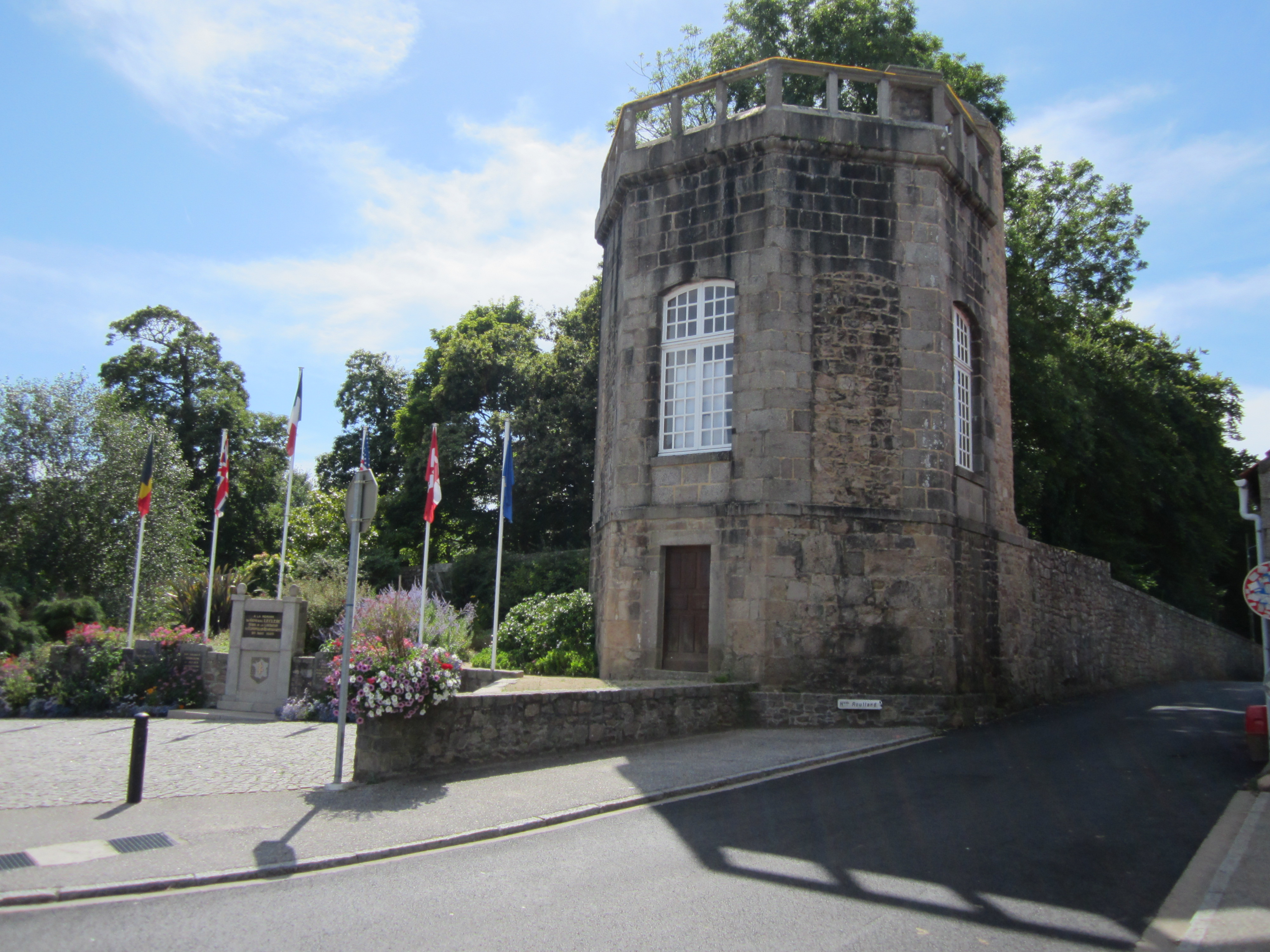
La « tour Jean-Jacques ».
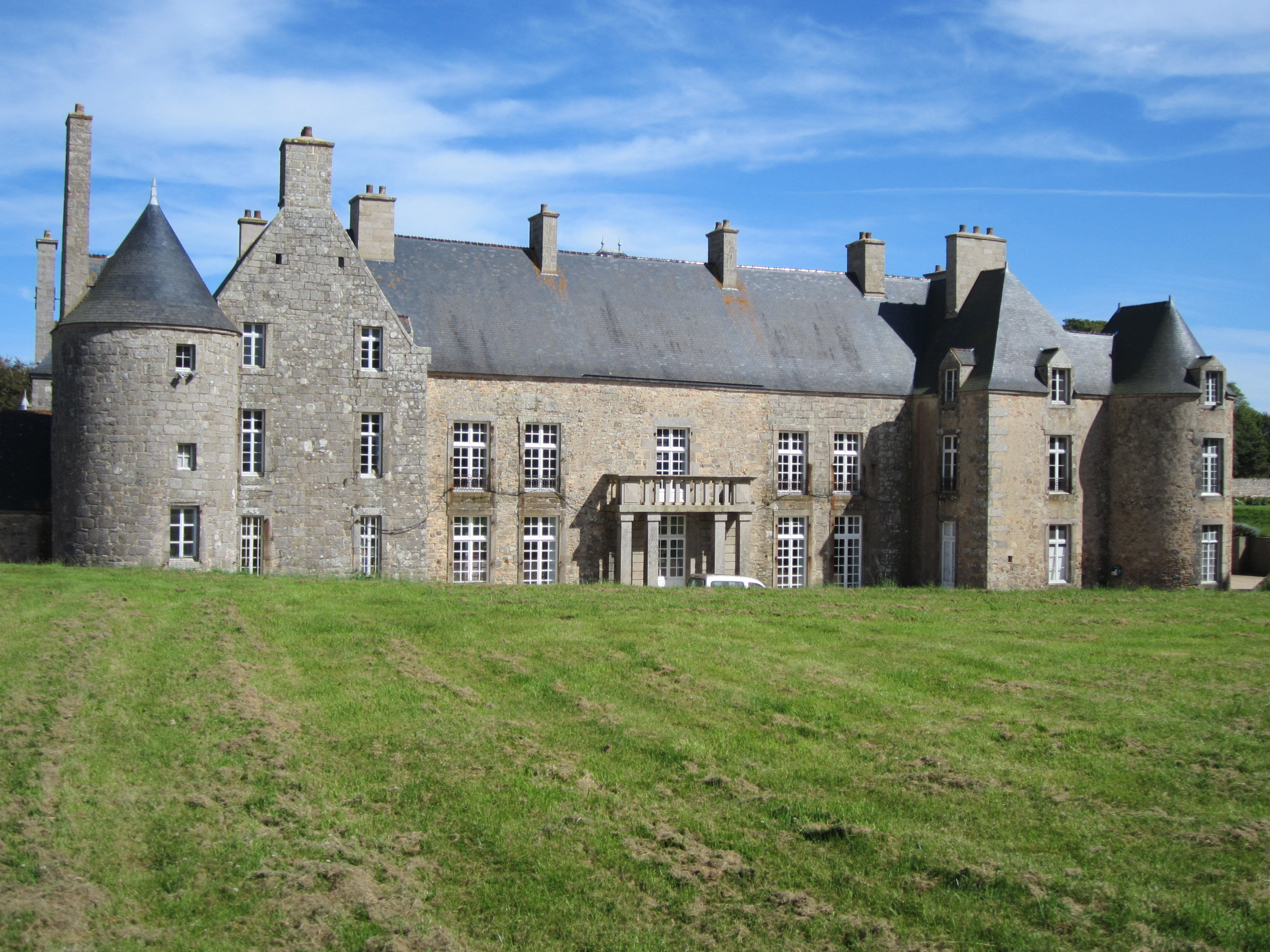
La façade arrière.
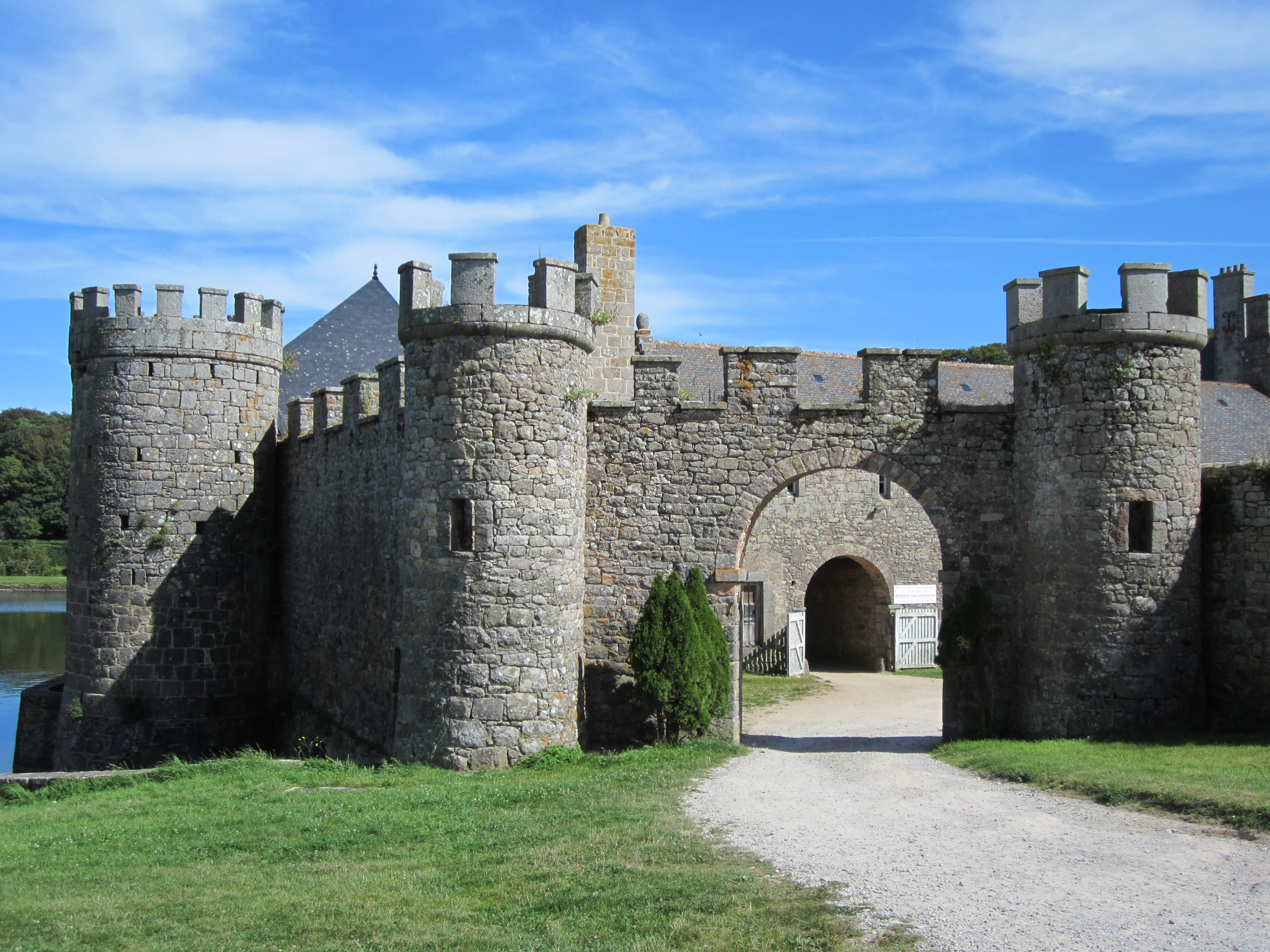
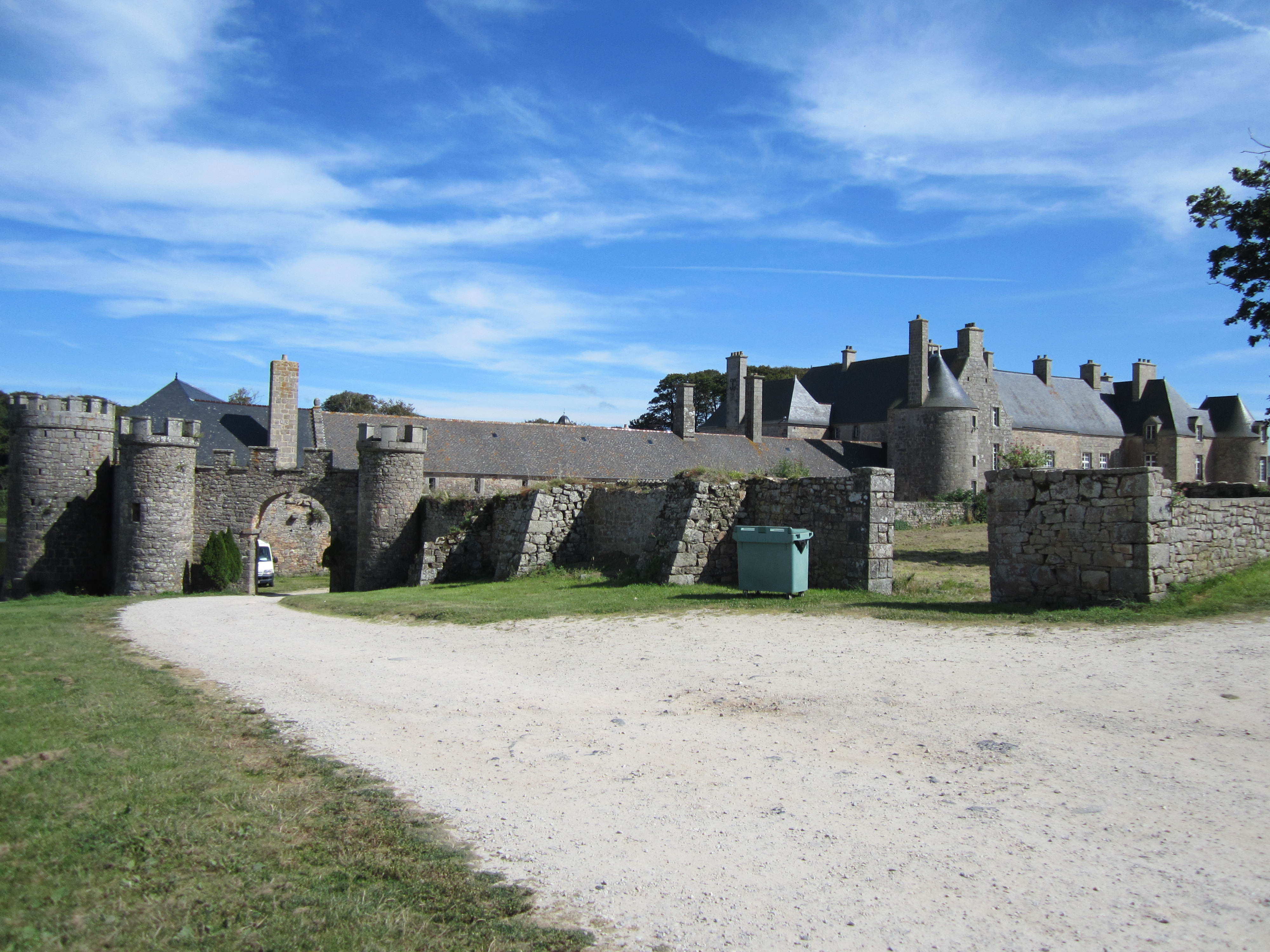